# Проприя
Проприя (порт. Propriá) — муниципалитет в Бразилии, входит в штат Сержипи. Составная часть мезорегиона Восток штата Сержипи. Входит в экономико-статистический микрорегион Проприя. Занимает площадь 95 км².
Праздник города — 7 февраля.

## История
Город основан 7 февраля 1802 года.
Возникновение муниципалитета начиналось в начале 17 века, когда была учреждена миссия иезуитов для катехизации индейцев.

## Население
Население составляет 28 437 человек на 2008 год.

## Статистика
- Валовой внутренний продукт на 2005 составляет 148 438 млн реалов (данные: Бразильский институт географии и статистики).
- Индекс развития человеческого потенциала на 2000 составляет 0,653 (данные: Программа развития ООН).

## География
Климат местности — тропический полупустынный. В соответствии с классификацией Кёппена, климат относится к категории BShW.